# Valdetorres de Jarama
Valdetorres de Jarama là một đô thị trong Cộng đồng Madrid, Tây Ban Nha. Đô thị này có diện tích 33,52 km², dân số theo điều tra năm 2010 của Viện thống kê quốc gia Tây Ban Nha là 4042 người. Đô thị này nằm ở khu vực có độ cao mét trên mực nước biển. Cự ly so với trung tâm Madrid là 39 km.